# Hydroscapha coomani
Hydroscapha coomani is een keversoort uit de familie Hydroscaphidae. De wetenschappelijke naam van de soort werd voor het eerst geldig gepubliceerd in 1994 door Löbl.